# 1515 w literaturze
Wydarzenia literackie w 1515 roku.

## Urodzili się
- 28 marca – Teresa z Ávili, święta Kościoła katolickiego, mistyczka i poetka hiszpańska